# 規制不可〜俺は実在しないので、ナニをヤッても許される〜
『規制不可 〜俺は実在しないので、ナニをヤッても許される〜』（きせいふか おれはじつざいしないので、ナニをヤってもゆるされる）は、セルワークスのブランドALL-Timeから2011年4月8日に発売されたアダルトゲームである。

## 内容
本作は、周囲から軽んじがられたがゆえに、触れていない限りは誰からも存在が認知されなくなった少年・筒井秀行を主人公としている。実験助手である四方山桜花（声：比羅いずみ）は、唯一彼の存在を認識できる人物であり、彼の現状を懸念している。それでも、秀行は深い諦観からこの状況を受け入れており、飲食代や宿泊代の踏み倒しに始まり、やがては様々な人々を強姦していく。
本作のメインルートのヒロインは生徒会長の安良木史鶴（やすらぎ しづる、声：中野志乃）であり、このルートでは全校集会中に彼女を犯し、逆さづりにする内容となっている。また、史鶴ルート以外にも様々な内容のルートが存在しており、「世界一のレイプ魔」になるために世界中の権力者たちの周りにいる女を犯すこともあれば、世界を変えるためと称して原子力潜水艦に忍び込んで核ミサイルを発動させることもある。

## 評価
箭本進一は共著『超エロゲー ハードコア』の中で、従来のヒーローものやピカレスクが真正面から自らの望むものを手に入れようとしていたのに対し、本作の主人公である秀行がわき道をすり抜けながらそれを手に入れようとする様子について、2010年代的な主人公であると述べている。一方、箭本は秀行が自分の状況を受け入れながらも子孫を残すことに執着する様子について「心は深く諦観しているが、身体は生を求めてあがく」と表現し、特に史鶴ルートにおける全校集会の場面について、箭本は秀行が生きた証を残すためのゆがんだ叫びとも受け取れると述べている。また、箭本は核ミサイルを発動させるエピソードを通じて秀行の器の小ささがよく表れていたと述べたほか、サブヒロインのルートの内容も大義名分や救いがないものもあったと述べている。

## 公式ページ
- 公式ページ - ウェイバックマシン